# 波斯尼亚和黑塞哥维那国旗
波斯尼亚和黑塞哥维那國旗，启用於1998年2月10日。
1992年波黑獨立後，所用的是一面白色为底，中央有百合花盾形图案的国旗，但波黑塞尔维亚族和克罗地亚族均不认同这面国旗，认为此旗是“大波斯尼亚主义”的体现。故1996年波黑战争结束後，越来越多的波黑民众希望通过更换国旗，以表明该国正式走出战争阴影，实现民族和解。经国内各方将近两年的激烈争辩，最终於1998年才制定了現行國旗的图案。
波黑国旗的深藍底色與9颗白星参考了歐盟旗幟的设计，代表其為歐洲的一員。最上與最下的星星只有一半出現，代表星星的數量無窮無盡。三角形代表波黑國土的大致形狀及國內三大主要民族：塞爾維亞族、克罗地亚族與波斯尼亚族穆斯林。黃色則代表三族互相合作，共創美好未來与希望。

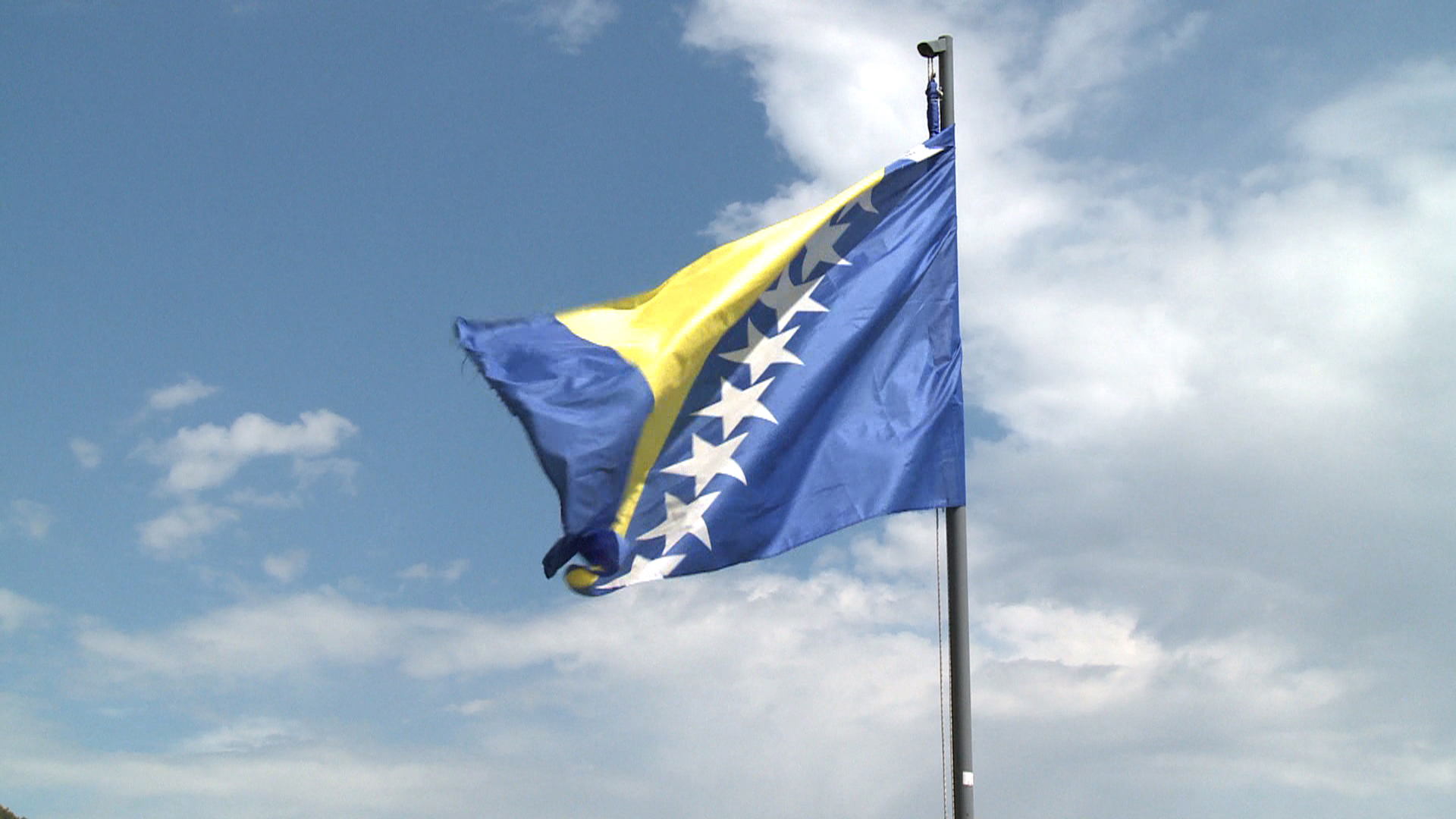
飘扬的波黑国旗

## 國旗格式

### 國旗配色
国旗接近欧盟旗帜配色，官方颜色如下：
| 顏色標準     | 藍             | 白          | 黃           |
| ------------ | -------------- | ----------- | ------------ |
| Pantone      | 294            |             | 116          |
| 網頁顏色標準 | #001489        | #FFFFFF     | #FFCD00      |
| RGB          | 0-20-137       | 255-255-255 | 255-205-0    |
| CMYK         | 100, 87, 0, 20 | 0, 0, 0, 0  | 0, 10, 98, 0 |

## 歷代國旗

### 波斯尼亚和黑塞哥维那历代国旗
- 波士尼亞和黑塞哥維那社會主義共和國
1946年–1992年
- 波斯尼亞和黑塞哥維那共和國
1992年-1998年
- 波斯尼亞和黑塞哥維那
1998年-至今
- 波斯尼亞和黑塞哥維那聯邦
1996年-2007年
- 波斯尼亞和黑塞哥維那联邦
2007年-至今

### 其他波斯尼亚、黑塞哥维那历史旗帜
波斯尼亚
- 波斯尼亚
1831年-1832年
- 波斯尼亚
1875年-1877年
- 波斯尼亚
1878年-1878年
- 波斯尼亚
1878年-1908年
- 波斯尼亚
1908年-1918年
- 西波斯尼亚共和国
1995年-1995年
- 西波斯尼亚共和国
1995年-1995年

黑塞哥维那
- 黑塞哥维那
1878年-1918年
- 西黑塞哥维那州
1878年-1878年

波斯尼亚和黑塞哥维那其他历史政权旗帜
- 波斯尼亚和黑塞哥维那人民共和国的建议草案旗帜
- 黑塞哥-波斯尼亚克罗地亚共和国
1993年-1994年
- 波士尼亞和黑塞哥維那人民共和國
1944–1946

### 塞族共和国国旗
塞族共和国國旗是一面三色旗，由紅、藍、白 （即泛斯拉夫顏色）三橫條組成。政府旗中間偏左方有國徽。
紅、藍、白的形式形成於1835年。

### 波士尼亞與赫塞哥維納聯邦國旗

波士尼亞與赫塞哥維納聯邦現在使用波赫國旗

1996年至2007年期間的波士尼亞與赫塞哥維納聯邦國旗

波士尼亞與赫塞哥維納聯邦現在沒有正式國旗。1996年至2007年期間，波赫聯邦曾擁有自己的國旗。 舊國旗為白底，左側有紅色豎條，右側有綠色豎條。中央為盾形圖案。盾的下部是波赫國徽。左上是代表波士尼亞克人的盾徽，為綠色中有一朵黃色百合花。右上是代表克羅埃西亞人的盾徽，為紅白格子圖案。

#### 旗帜列表
- 塞族共和国总统的旗帜
- 塞族共和国总统的旗帜（1995-2007年）
- 塞族共和国总理的旗帜（1995-2007年）
- 塞族人民议会主席的旗帜（1995-2007年）
- 塞尔维亚人东正教教堂旗帜
- 塞尔维亚克拉伊纳共和国旗帜
- 塞尔维亚克拉伊纳共和国国旗

## 波斯尼亚和黑塞哥维那地方旗帜
- 烏納-薩納州
- 波薩維納州
- 圖茲拉州
- 澤尼察-多博伊州
- 波斯尼亞-波德里涅州
- 中波斯尼亞州
- 黑塞哥維那-內雷特瓦州
- 西赫塞哥維納州
- 薩拉熱窩州
- 第十州
- 布尔奇科特区

## 拟议国旗旗帜
- 草案一
- 草案二
- 草案三
- 草案四
- 草案五
- 草案六
- 草案七
- 草案八
- 草案九，最终定案